# مارکو بزکی
مارکو بزکی  متولد ۱۲ نوامبر ۱۹۹۸ یک موتورسوار حرفه ای ایتالیایی در کلاس موتوجی پی است , که برای تیم والنتینو روسی مسابقه می‌دهد .

## خلاصه زندگینامه و ورود به مسابقات
مارکو بزکی از سنین کودکی موتورسواری رو یاد گرفت و در مسابقات این رده شرکت میکرد تا اینکه عضو گروه اکادمی والنتینو روسی شد و موتورسواری رو به شکل حرفه ای شروع کرد . 
اولین حضور وی در سال ۲۰۱۵ در مسابقات موتو۳ قهرمانی ایتالیا بود که در تیم مهیندرا قهرمان فصل شد .  همچنین در آن سال وی همزمان در مسابقات موتو۳ قهرمانی نوجوانان جهان و نیز در ۲ مسابقه از مسبقات موتو۳ قهرمانی جهان نیز شرکت کرد .
در سال ۲۰۱۶ نیز همزمان در مسابقات موتو۳ قهرمانی نوجوانان جهان و موتو۳ قهرمانی جهان شرکت میکرد که البته توفیقی کسب نکرد . 
در سال ۲۰۱۸ به همراه تیم کی تی ام توانست عنوان سومی فصل در این کلاس به دست بیاره
مارکو بزکی در سال ۲۰۱۹ به مسابقات موتو۳ رفت سه سال در این دسته بود که در سال سوم به همراه تیم والنتینو روسی توانست سومی فصل را کسب کند .
از سال ۲۰۲۲ نیز وارد مسابقات موتوجی پی شد که توانسته سال ۲۰۲۳ را به عنوان سومی فصل تمام کند .

## جدول عملکرد
| فصل   | کلاس   | موتور    | تیم            | مسابقه | برد | روی سکو | پل پزیشن | Fast Lap | امتیاز | جایگاه فصل |
| ----- | ------ | -------- | -------------- | ------ | --- | ------- | -------- | -------- | ------ | ---------- |
| ۲۰۱۵  | موتو۳  | مهیندرا  | سن کارلو       | ۲      | ۰   | ۰       | ۰        | ۰        | ۰      | ۰          |
| ۲۰۱۶  | موتو۳  | مهیندرا  | مهیندرا ریسینگ | ۲      | ۰   | ۱       | ۰        | ۰        | ۰      | ۴۷         |
| ۲۰۱۷  | موتو۳  | مهیندرا  | سی آی پی       | ۱۸     | ۰   | ۱       | ۰        | ۰        | ۲۰     | ۲۳         |
| ۲۰۱۸  | موتو۳  | کی تی ام | ردوکس          | ۱۸     | ۳   | ۹       | ۲        | ۰        | ۲۱۴    | ۳          |
| ۲۰۱۹  | موتو۲  | کی تی ام | ردبول          | ۱۹     | ۰   | ۰       | ۰        | ۰        | ۱۷     | ۲۳         |
| ۲۰۲۰  | موتو۲  | کلکس     | vr46           | ۱۵     | ۲   | ۷       | ۱        | ۷        | ۱۸۴    | ۴          |
| ۲۰۲۱  | موتو۲  | کلکس     | vr46           | ۱۸     | ۱   | ۷       | ۱        | ۰        | ۲۱۴    | ۳          |
| ۲۰۲۲  | MotoGP | دوکاتی   | vr46           | ۲۰     | ۰   | ۱       | ۱        | ۰        | ۱۱۱    | ۱۴         |
| ۲۰۲۳  | MotoGP | دوکاتی   | vr46           | ۲۰     | ۳   | ۷       | ۳        | ۴        | ۳۲۹    | ۳          |
| ۲۰۲۴  | MotoGP | دوکاتی   | vr46           | ۷      | ۰   | ۱       | ۰        | ۰        | ۴۵*    | ۱۱         |
| مجموع | مجموع  | مجموع    | مجموع          | ۱۳۹    | ۹   | ۳۳      | ۸        | ۵        | ۱۱۳۴   | -          |

- *فصل در جریان است .